# 준설
준설(浚渫)은 수중에서의 토사굴착이며, 하천유로의 확장, 항만의 수심증가, 매립이나 축제용의 토사채취 등의 목적으로 행해진다. 구조물 기초를 수중에서 굴착하는 일은 통상 수중굴착이라 한다.

## 같이 보기
- 롱아일랜드 해협
- 하천공학